# بژوزا
بژوزا (به لهستانی:  Brzóza) یک روستا در لهستان است که در گمینا گووواچوو واقع شده‌است. بژوزا ۱٬۱۰۰ نفر جمعیت دارد.